# Le Chef de Nobunaga
Le Chef de Nobunaga (信長のシェフ, Nobunaga no shefu) est un seinen manga de Mitsuru Nishimura et Takuro Kajikawa, prépublié dans le magazine Weekly Manga Times depuis mars 2011 et publié par l'éditeur Hōbunsha en volumes reliés depuis août 2011. La version française est éditée par Komikku depuis mars 2014.

## Synopsis
Ken est un cuisinier du XXIe siècle qui se réveille un jour en plein Japon du XVIe siècle. Il devient le cuisinier d'Oda Nobunaga, le daimyō n°1 du Japon. Ce dernier se sert du talent de cuisinier de Ken comme d'une stratégie politique. L'œuvre décrit l'histoire de Nobunaga à travers les yeux de ce talentueux cuisinier. Séduit par la vision de son maître, il cherchera à le sauver de la mort présentée dans les livres d'histoire. 
Contrairement à de nombreuses œuvres fictives, Nobunaga est ici décrit de manière plutôt positive. Lorsque la narration du manga diffère de la vulgate historique, comme pour l'incendie du mont Hiei ou la bataille entre Kenshin Uesugi et Nobunaga, les auteurs expliquent leurs choix en insistant sur les sources et les différentes interprétations possibles. 
Même si l'histoire relate des faits historiques, elle reste tout de même une œuvre de fiction et le personnage principal du "Chef de Nobunaga", Ken, est un personnage totalement inventé. 

## Personnages

### Personnages fictifs
Ken
Son nom complet au XXIe siècle était Kenichiro Katsuragui. Doué en cuisine, particulièrement occidentale, il est devenu amnésique lors de son arrivée au XVIe siècle, ne se souvenant que de ses connaissances en cuisine et de quelques éléments de l'histoire du Japon. Recueilli par Natsu, il parvient ensuite à survivre dans le Japon du XVIe siècle en se mettant au service d'Oda Nobunaga. Il utilise son savoir pour faire découvrir à Oda Nobunaga des recettes modernes et l'aider dans sa politique. Il cherche à éviter son assassinat par Mitsuhide Akechi. 
Natsu :
C'est une forgeronne qui héberge Ken. Elle ne peut exercer son métier que si elle n'est pas mariée et tient à se perfectionner avant d'épouser Ken dont elle est amoureuse.
Yôko :
Cuisinière venue du futur comme Ken, elle était son amante. Après leur séparation, elle est devenue la cuisinière du monastère du Honganji et la concubine de Ken-Nyo. Elle est une spécialiste des pâtisseries françaises.
Matsuda :
Venu du futur, Matsuda était maître d'hôtel et particulièrement compétent en ce qui concerne les vins. Il cherche à retrouver le confort de son ancienne vie et, pour cela, tente de manipuler les puissants à l'aide de prédictions réalisées grâce à sa connaissance de l'histoire. Il se fait appeler Kashin. Rejeté par Nobunaga, il se mettra au service de Matsunaga.
Kaede :
Une ninja au service de Nobunaga qui l'emploie dans diverses missions d'espionnage. Celles-ci impliquant parfois la cuisine, elle recevra des leçons de Ken. Dans le cadre d'une mission au Gonganji, elle travaillera aux côtés de Yôko auprès de laquelle elle pratiquera la pâtisserie. Elle sera démasquée et capturée par Ken-Nyo puis échangée contre le droit de Ken d'utiliser de la cuisine occidentale.
Kanta :
Un jeune orphelin ostracisé par son village pour avoir volé de la nourriture. Ken le sauvera ; il le suivra et deviendra le disciple de Natsu à la forge. Il soutient leur couple et se dispute souvent avec Ranmaru Mori.

### Personnages historiques
Oda Nobunaga : 
Ce seigneur de guerre cherche à unifier le Japon. Il apprécie les talents et l'originalité de Ken et l'utilise autant pour son plaisir personnel que pour sa diplomatie. Il s'exprime souvent en sous-entendus, que Ken doit comprendre et appliquer par l'intermédiaire de sa cuisine. Le manga tend à le montrer comme moins cruel que ce qu'en a retenu l'histoire.
Oda Nobutada :
Fils aîné du précédent. Nobunaga lui confiera la direction de la famille Oda pendant que lui-même s'occupera de l'unification du pays. S'il n'a pas le charisme et la vision de son père, c'est un seigneur compétent, qui sait écouter avant de prendre des décisions. Il a été fiancé à Matsuhime Takeda, la soeur cadette de Katsuyori, et souhaite toujours l'épouser malgré le conflit qui oppose leurs clans.
Toyotomi Hideyoshi :
Vassal de Nobunaga, qui le surnomme "Le singe". Issu des basses classes de la société, il sait se montrer malin et prendre des initiatives, ce qu'apprécie Nobunaga, même s'il lui arrive de faire des erreurs. Il fait grand cas des talents de Ken.
Tokugawa Ieyasu :
Allié fidèle de Nobunaga. Celui-ci lui fait une entière confiance mais ne lui dévoile que rarement sa stratégie réelle, ce qui conduit parfois Ieyasu Tokugawa à douter. Celui-ci aime beaucoup la cuisine de Ken.
Ken-Nyo :
Chef du monastère du Hongan-Ji, il organise régulièrement des alliances et des révoltes contre Nobunaga grâce à sa force militaire et à son influence religieuse. Il craint la cuisine de Ken, qu'il parvient momentanément à priver de ses talents en matière de cuisine européenne. Il est l'amant de Yôko, qu'il a recueillie lors de son arrivée à son époque.
Takeda Katsuyori :
4ème fils de Shingen Takeda. Il succèdera à celui-ci en raison du décès de ses aînés. Il est souvent comparé défavorablement à son père qui était un grand stratège mais reste un ennemi important de Nobunaga. Au début du manga, il a des sentiments pour Natsu mais la laissera partir aux côtés de Ken sur ordre de son père.
Akechi Mitsuhide :
Un vassal de Nobunaga. Il est d'une extrême fidélité à son maître et affirme qu'il serait prêt à se faire seppuku s'il le lui ordonnait. Cependant, il est celui qui organisera sa mort lors de l'incident du Honnoji. Ken se demande donc tout au long du manga si ce changement d'attititude, qui semble inconcevable, aura bien lieu et comment l'empêcher.
Matsunaga Hisahide :
Vassal de Nobunaga, il éprouve cependant une profonde aversion pour celui-ci et le trahira à plusieurs reprises. Il reste cependant suffisamment malin pour se garder des portes de sortie lorsque ses plans sont déjoués.

## Liste des volumes
| no | Japonais          | Japonais          | Français          | Français          |
| no | Date de sortie    | ISBN              | Date de sortie    | ISBN              |
| -- | ----------------- | ----------------- | ----------------- | ----------------- |
| 1  | 9 août 2011       | 978-4-8322-3261-7 | 27 mars 2014      | 979-10-91610-45-2 |
| 2  | 14 octobre 2011   | 978-4-8322-3269-3 | 27 mars 2014      | 979-10-91610-46-9 |
| 3  | 16 février 2012   | 978-4-8322-3283-9 | 26 juin 2014      | 979-10-91610-56-8 |
| 4  | 16 juin 2012      | 978-4-8322-3301-0 | 25 septembre 2014 | 979-10-91610-64-3 |
| 5  | 16 octobre 2012   | 978-4-8322-3325-6 | 4 décembre 2014   | 979-10-91610-80-3 |
| 6  | 16 janvier 2013   | 978-4-8322-3338-6 | 9 avril 2015      | 978-2-37287-006-1 |
| 7  | 15 juin 2013      | 978-4-8322-3358-4 | 20 août 2015      | 978-2-37287-040-5 |
| 8  | 16 octobre 2013   | 978-4-8322-3376-8 | 3 décembre 2015   | 978-2-37287-041-2 |
| 9  | 15 février 2014   | 978-4-8322-3392-8 | 25 février 2016   | 978-2-37287-076-4 |
| 10 | 8 juillet 2014    | 978-4-8322-3408-6 | 28 avril 2016     | 978-2-37287-100-6 |
| 11 | 16 octobre 2014   | 978-4-8322-3421-5 | 30 juin 2016      | 978-2-37287-120-4 |
| 12 | 16 février 2015   | 978-4-8322-3439-0 | 22 septembre 2016 | 978-2-37287-121-1 |
| 13 | 16 juillet 2015   | 978-4-8322-3458-1 | 8 décembre 2016   | 978-2-37287-122-8 |
| 14 | 16 novembre 2015  | 978-4-8322-3476-5 | 23 février 2017   | 978-2-37287-232-4 |
| 15 | 16 avril 2016     | 978-4-8322-3494-9 | 25 mai 2017       | 978-2-37287-233-1 |
| 16 | 16 août 2016      | 978-4-8322-3512-0 | 28 septembre 2017 | 978-2-37287-234-8 |
| 17 | 16 décembre 2016  | 978-4-8322-3527-4 | 14 décembre 2017  | 978-2-37287-272-0 |
| 18 | 14 avril 2017     | 978-4-8322-3542-7 | 22 février 2018   | 978-2-37287-300-0 |
| 19 | 16 août 2017      | 978-4-8322-3559-5 | 12 juillet 2018   | 978-2-37287-360-4 |
| 20 | 15 décembre 2017  | 978-4-8322-3584-7 | 11 octobre 2018   | 978-2-37287-406-9 |
| 21 | 16 mai 2018       | 978-4-8322-3609-7 | 11 juillet 2019   | 978-2-37287-413-7 |
| 22 | 14 septembre 2018 | 978-4-8322-3629-5 | 12 décembre 2019  | 978-2-37287-439-7 |
| 23 | 16 janvier 2019   | 978-4-8322-3653-0 | 2 juillet 2020    | 978-2-37287-440-3 |
| 24 | 13 juin 2019      | 978-4-8322-3677-6 | 24 septembre 2020 | 978-2-37287-504-2 |
| 25 | 16 octobre 2019   | 978-4-8322-3696-7 | 10 décembre 2020  | 978-2-37287-554-7 |
| 26 | 16 mars 2020      | 978-4-8322-3723-0 | 25 février 2021   | 978-2-37287-555-4 |
| 27 | 16 juillet 2020   | 978-4-8322-3754-4 | 29 avril 2021     | 978-2-37287-573-8 |
| 28 | 16 novembre 2020  | 978-4-8322-3779-7 | 7 octobre 2021    | 978-2-37287-607-0 |
| 29 | 15 avril 2021     | 978-4-8322-3817-6 | 2 décembre 2021   | 978-2-37287-608-7 |
| 30 | 16 septembre 2021 | 978-4-8322-3855-8 |                   |                   |

## Réception
En France, le quatrième tome de la série est présent dans la sélection officielle du Festival d'Angoulême 2015.
AnimeLand considère que « malgré quelques aspects fantastiques, Le Chef de Nobunaga est une œuvre magnifique mélangeant de manière agréable deux saveurs différentes que sont la cuisine et le récit historique ».

## Drama

Logo original de la première saison du drama.

Le manga est adapté en drama de neuf épisodes et diffusé sur TV Asahi entre le 11 janvier 2013 et le 15 mars 2013. Une deuxième saison de huit épisodes est diffusée entre le 10 juillet 2014 et le 4 septembre 2014.

### Distribution
- Yūta Tamamori : Ken
- Mitsuhiro Oikawa : Oda Nobunaga
- Mirai Shida : Natsu
- Gori : Toyotomi Hideyoshi
- Takashi Ukaji : Mori Yoshinari
- Sei Ashina : Kaede
- Yu Kashii : une femme mystérieuse
- Goro Inagaki : Akechi Mitsuhide
- Takanori Takeyama : Tokugawa Ieyasu
- Kitaro : Inoue
- Kamejiro Ichikawa : Kennyo
- Bokuzo Masana : Ashikaga Yoshiaki

### Liste des épisodes
| No | Titre de l’épisode en français | Titre original de l’épisode | Date de 1re diffusion |
| -- | ------------------------------ | --- | --------------------- |
| 1  | Pas de traduction officielle   | 平成のシェフが戦国時代にタイムスリップ!? Heisei no Chef ga Sengoku Jidai ni Time Slip!?                                          | 11 janvier 2013       |
| 2  | Pas de traduction officielle   | 平成のシェフが戦場に! 敵の台所に潜入 Heisei no Chef ga Senjō ni! Teki no Daidokoro ni Sen'nyū                                    | 18 janvier 2013       |
| 3  | Pas de traduction officielle   | テリヤキの乱!! 将軍VS平成のシェフ Teriyaki no Ran!! Shogun vs. Heisei no Chef                                                    | 25 janvier 2013       |
| 4  | Pas de traduction officielle   | 家康の裏切り!? 信長の危機を天ぷらで救え Ieyasu no Uragiri! ? Nobunaga no Kiki o Tenpura de Sukue                                 | 1er février 2013      |
| 5  | Pas de traduction officielle   | 平成のシェフがスパイに!! 信長の妹を暗殺せよ!? Heisei no Chef ga Supai ni!! Nobunaga no Imōto o Ansatsu Seyo!?                    | 8 février 2013        |
| 6  | Pas de traduction officielle   | 姉川の戦いを焼肉で勝利せよ! 最凶の敵登場!! Ane-gawa no Tatakai o Yakiniku de Shōri Seyo! Saikyō no Teki Tōjō!!                   | 15 février 2013       |
| 7  | Pas de traduction officielle   | 本能寺の変…明智光秀と平成の恋人の陰謀!? Hon'nouji no Hen… Akechi Mitsuhide to Heisei no Koibito no Inbō                          | 22 février 2013       |
| 8  | Pas de traduction officielle   | 最終章「最愛の人死す! 別れのディナーはチョコ料理」 Saishū Shō「Saiai no Hito Shisu! Wakare no Dinner wa Choco Ryōri」            | 1er mars 2013         |
| 9  | Pas de traduction officielle   | 運命の料理対決! 平成に帰れるのか!? Unmei no Ryōri Taiketsu! Heisei ni Kaereru no ka!?                                            | 15 mars 2013          |
| 10 | Pas de traduction officielle   | 平成のフレンチシェフが戦国へ!? 織田信長暗殺を阻止せよ Heisei no French Chef ga Sengoku e!? Oda Nobunaga Ansatsu o Soshi Seyo     | 10 juillet 2014       |
| 11 | Pas de traduction officielle   | 比叡山焼き討ちの真実…平成グルメが歴史を動かす!? Hieizan Yakiuchi no Shinjitsu… Heisei Gourmet ga Rekishi o Ugokasu! ?            | 17 juillet 2014       |
| 12 | Pas de traduction officielle   | 信長のシェフ誘拐される! 武田信玄が平成グルメに激怒!? Nobunaga no Chef Yūkai Sareru! Takeda Shingen ga Heisei Gourmet ni Gekido!? | 24 juillet 2014       |
| 13 | Pas de traduction officielle   | 平成の料理人が武田信玄を毒殺!? Heisei no Ryōri Hito ga Takeda Shingen o Dokusatsu!?                                              | 31 juillet 2014       |
| 14 | Pas de traduction officielle   | さらば武田信玄…最後の晩餐!! Saraba Takeda Shingen… Saigo no Bansan!!                                                             | 7 août 2014           |
| 15 | Pas de traduction officielle   | 家康 最大の危機! 平成のスープで救え Ieyasu Saidai no Kiki! Heisei no Soup de Sukue                                               | 14 août 2014          |
| 16 | Pas de traduction officielle   | 最終章! 食わず嫌いグルメで室町幕府を倒せ!! Saishū Shō! Kuwazugirai Gourmet de Muromachi Bakufu o Taose                           | 28 août 2014          |
| 17 | Pas de traduction officielle   | さらば平成のシェフ! 思い出の料理でお市を救え!! Saraba Heisei no Chef! Omoide no Ryōri de o Ichi o Sukue                          | 4 septembre 2014      |